# Barcin-Wieś
Barcin-Wieś – wieś w Polsce położona w województwie kujawsko-pomorskim, w powiecie żnińskim, w gminie Barcin przy drodze wojewódzkiej nr 254. Wieś jest siedzibą sołectwa Barcin-Wieś, w którego skład wchodzi również miejscowość Julianowo.
W latach 1975–1998 miejscowość należała administracyjnie do województwa bydgoskiego. Według Narodowego Spisu Powszechnego (III 2011 r.) liczyła 658 mieszkańców. Jest drugą co do wielkości miejscowością gminy Barcin.